# Фелпс, Мейсон
Мейсон Эллиот Фелпс (англ. Mason Elliott Phelps; 7 декабря 1885, Чикаго, Иллинойс — 2 сентября 1945, Лейк-Форест, Иллинойс) — американский гольфист, чемпион летних Олимпийских игр 1904.
На Играх 1904 в Сент-Луисе участвовал в двух турнирах. В командном он занял 15-е место, и в итоге его команда стала первой и выиграла золотые награды. В одиночном разряде он занял 6-е место в квалификации, и пройдя в плей-офф, закончил соревнование в четвертьфинале.